# Aprilia RS-GP
L'Aprilia RS-GP è un prototipo di motocicletta da competizione realizzata dalla casa motociclistica italiana Aprilia dal 2015, per gareggiare nella classe MotoGP del motomondiale.
La RS-GP segna il ritorno ufficiale di Aprilia Racing alle gare nella classe regina del motomondiale, dopo l'esperienza della RS Cube terminata nel 2004.

## Contesto
Dopo che la precedente esperienza ufficiale di Aprilia in MotoGP risaliva all'ambiziosa ma fallimentare RS Cube (2002-2004), all'inizio degli anni Duemiladieci la casa di Noale si era riaffacciata ufficiosamente nel motomondiale grazie ai regolamenti Claiming Rule Team (CRT) e Open, che permettevano di portare in pista dapprima dei semiprototipi parzialmente derivati dalla produzione di serie (CRT), e poi dei prototipi caratterizzati da alcuni vantaggi tecnici a fronte di un'elettronica standard fornita dall'organizzazione del motomondiale (Open): l'azienda veneta aveva inizialmente seguito queste strade, col progetto semiufficiale ART affidato a vari team clienti fra il 2012 e il 2015, senza tuttavia ottenere risultati degni di nota.

## Carriera agonistica

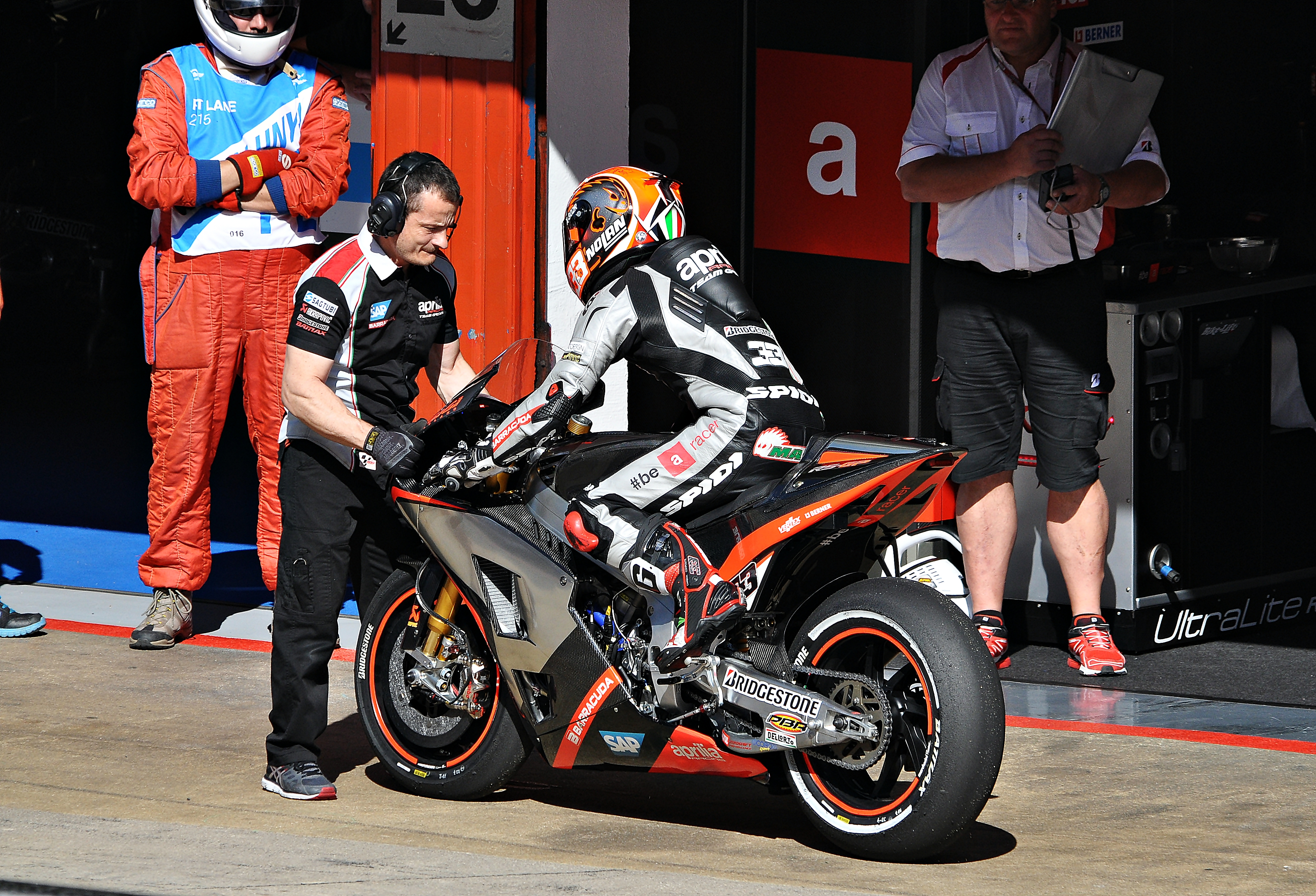
Marco Melandri su RS-GP in pit lane durante il fine settimana del Gran Premio di Catalogna 2015

Con l'esperienza ART che sta andando a esaurirsi, nel 2015 avviene il ritorno di Aprilia in top class come costruttore grazie al prototipo RS-GP: la casa di Noale, vogliosa di rimettersi alla prova nel motomondiale dopo i successi maturati in Superbike nella prima metà del decennio, stringe un accordo di collaborazione con Gresini Racing, con la squadra che per le successive sei stagioni prenderà la denominazione di Aprilia Racing Team Gresini. In primi anni della RS-GP si rivelano difficili, con il pilota Álvaro Bautista quale unico punto fermo: la moto è all'inizio del suo sviluppo, monta un propulsore non all'altezza della categoria e sconta l'incertezza che regna all'epoca nel reparto tecnico della casa, stante l'abbandono del progettista Luigi Dall'Igna in direzione Ducati. In un simile contesto, solo Bautista e Stefan Bradl, quest'ultimo arrivato in squadra nel 2016, riescono a portare faticosamente la RS-GP quantomeno in zona punti.
Nel 2017 approda a Noale Aleix Espargaró, a posteriori colui che contribuirà maggiormente alla causa della moto veneta, pur se nell'immediato questa non mostra miglioramenti significativi, con la sporadica entrata in top ten quale risultato massimo. Non aiuta la situazione a cui è costretto in questa fase Romano Albesiano, erede di Dall'Igna, il quale è costretto a dividersi nel doppio ruolo di direttore tecnico a Noale e direttore sportivo al seguito della squadra, sacrificando inevitabilmente il tempo da dedicare allo sviluppo del mezzo.
Punto di svolta del progetto è il 2019, quando arriva in Aprilia Massimo Rivola, reduce da una ventennale esperienza in Formula 1. Il nuovo amministratore delegato del reparto corse, che va anche a ricoprire il ruolo di team manager della squadra, ristruttura il metodo di lavoro della factory veneta e, cosa più rilevante, permette ad Albesiano di concentrarsi unicamente sullo sviluppo della moto; nondimeno importante è, nell'operato di Rivola, un maggiore investimento nel progetto da parte della capogruppo Piaggio oltreché il coinvolgimento di alcuni elementi ex Ferrari, su tutti il motorista Luca Marmorini.

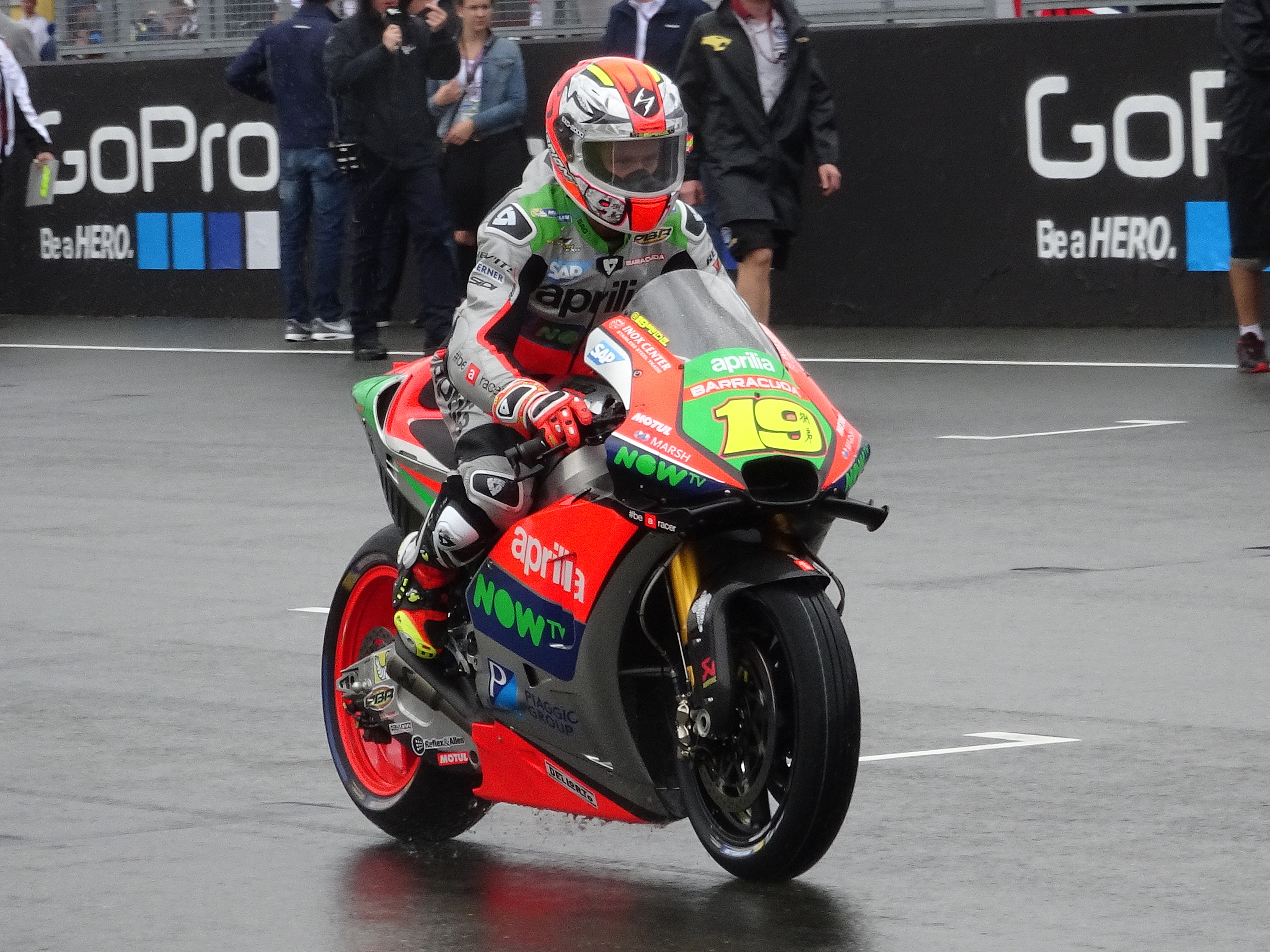
Álvaro Bautista su RS-GP al Gran Premio di Germania 2016

Sotto questo nuovo assetto, la RS-GP inizia a cambiare pelle e pian piano si avvicina ai vertici della MotoGP. Gli sviluppi maggiori riguardano il propulsore, col passaggio da un'architettura a "V" stretto a una di 90° oltreché rivisto quanto a peso e semplicità d'opera, ora più equilibrato e meglio sfruttabile dai piloti. Sul piano sportivo, già da fine 2020 la moto italiana comincia a viaggiare stabilmente a ridosso dei primi posti, e al Gran Premio di Gran Bretagna 2021 Espargaró coglie il primo podio per la RS-GP col terzo posto finale, il primo per la casa veneta nell'era MotoGP.
Il trend positivo prosegue nella stagione 2022, che vede una RS-GP ulteriormente «miniaturizzata» mentre, sul piano organizzativo, c'è la separazione da Gresini e il ritorno di Aprilia a tutti gli effetti quale factory team: in occasione del Gran Premio d'Argentina, ancora Espargaró dapprima riporta una moto di Noale in pole position nella classe regina a oltre ventuno anni dall'ultimo precedente, e poi trionfa in gara dando il primo successo della carriera alla RS-GP oltreché a se stesso. Pur rimanendo questa l'unica vittoria stagionale, la moto ottiene costanti piazzamenti a podio (cinque con Espargaró e tre con Maverick Viñales) che le permettono di issarsi ai piani alti della categoria, e con Espargaró che riesce a impegnarsi concretamente nella lotta al titolo fino agli ultimi appuntamenti del campionato, frenato più da errori d'inesperienza che da reali pecche del mezzo. Il 2022 si chiude per la RS-GP con Espargaró quarto nella classifica piloti e Aprilia terza in quella costruttori, migliori risultati di sempre per la casa veneta in top class.
Reduce da questa crescita, il 2023 si rivela non del tutto soddisfacente per la RS-GP che, stavolta, non riesce ad impegnarsi nella lotta mondiale anche per via di prestazioni molto differenti tra un circuito e l'altro; ciò nonostante a fine campionato Aprilia conferma il terzo posto tra i costruttori, mentre la moto veneta comunque incrementa il suo bottino di vittorie, tutte con Espargaró, nei Gran Premi di Gran Bretagna e Catalogna, in quest'ultimo caso trionfando anche nella gara Sprint del sabato – novità regolamentare della stagione –: inoltre a Montmeló, con il secondo posto di Viñales, la casa di Noale consegue la sua prima doppietta in classe regina.

## Caratteristiche tecniche
| Caratteristiche tecniche - Aprilia RS-GP (2022)                                                             | Caratteristiche tecniche - Aprilia RS-GP (2022) | Caratteristiche tecniche - Aprilia RS-GP (2022) | Caratteristiche tecniche - Aprilia RS-GP (2022) | Caratteristiche tecniche - Aprilia RS-GP (2022) | Caratteristiche tecniche - Aprilia RS-GP (2022) |
| Dimensioni e pesi                                                                                           | Dimensioni e pesi | Dimensioni e pesi | Dimensioni e pesi | Dimensioni e pesi | Dimensioni e pesi |
| --- | --- | --- | --- | --- | --- |
| Interasse: 1457 mm                                                                                          | Interasse: 1457 mm | Massa a vuoto: 158, da regolamento Fim kg | Massa a vuoto: 158, da regolamento Fim kg | Serbatoio: 22 litri | Serbatoio: 22 litri |
| Meccanica                                                                                                   | | | | | |
| Tipo motore: Quadricilindrico a 4 tempi, Aprilia Racing V4 90°, alesaggio 81mm, albero motore controrotante | Tipo motore: Quadricilindrico a 4 tempi, Aprilia Racing V4 90°, alesaggio 81mm, albero motore controrotante                                                          | Tipo motore: Quadricilindrico a 4 tempi, Aprilia Racing V4 90°, alesaggio 81mm, albero motore controrotante                                                          | Tipo motore: Quadricilindrico a 4 tempi, Aprilia Racing V4 90°, alesaggio 81mm, albero motore controrotante                                                          | Raffreddamento: a liquido | Raffreddamento: a liquido |
| Cilindrata                                                                                                  | 1000 cm³ | 1000 cm³ | 1000 cm³ | 1000 cm³ | 1000 cm³ |
| Distribuzione: DOHC a 4 valvole cilindro con sistema pneumatico di richiamo delle valvole                   | Distribuzione: DOHC a 4 valvole cilindro con sistema pneumatico di richiamo delle valvole                                                                            | Distribuzione: DOHC a 4 valvole cilindro con sistema pneumatico di richiamo delle valvole                                                                            | Alimentazione: iniezione elettronica | Alimentazione: iniezione elettronica | Alimentazione: iniezione elettronica |
| Potenza: oltre 270 CV                                                                                       | Potenza: oltre 270 CV | Coppia: | Coppia: | Rapporto di compressione: | Rapporto di compressione: |
| Frizione: multidisco a secco                                                                                | Frizione: multidisco a secco | Frizione: multidisco a secco | Cambio: Aprilia Racing estraibile "seamless" a 6 rapporti | Cambio: Aprilia Racing estraibile "seamless" a 6 rapporti | Cambio: Aprilia Racing estraibile "seamless" a 6 rapporti |
| Accensione                                                                                                  | ECU Magneti Marelli, software Dorna | ECU Magneti Marelli, software Dorna | ECU Magneti Marelli, software Dorna | ECU Magneti Marelli, software Dorna | ECU Magneti Marelli, software Dorna |
| Trasmissione                                                                                                | a catena | a catena | a catena | a catena | a catena |
| Avviamento                                                                                                  | a spinta/avviatore | a spinta/avviatore | a spinta/avviatore | a spinta/avviatore | a spinta/avviatore |
| Ciclistica                                                                                                  | | | | | |
| Telaio | Aprilia Racing in alluminio, elementi fusi e saldati, completamente regolabile                                                                                       | Aprilia Racing in alluminio, elementi fusi e saldati, completamente regolabile                                                                                       | Aprilia Racing in alluminio, elementi fusi e saldati, completamente regolabile                                                                                       | Aprilia Racing in alluminio, elementi fusi e saldati, completamente regolabile                                                                                       | Aprilia Racing in alluminio, elementi fusi e saldati, completamente regolabile                                                                                       |
| Sospensioni                                                                                                 | Anteriore: forcella Ohlins a steli rovesciati da 42mm completamente regolabile "Öhlins" TT25 / Posteriore: monoammortizzatore completamente regolabile "Öhlins" TT44 | Anteriore: forcella Ohlins a steli rovesciati da 42mm completamente regolabile "Öhlins" TT25 / Posteriore: monoammortizzatore completamente regolabile "Öhlins" TT44 | Anteriore: forcella Ohlins a steli rovesciati da 42mm completamente regolabile "Öhlins" TT25 / Posteriore: monoammortizzatore completamente regolabile "Öhlins" TT44 | Anteriore: forcella Ohlins a steli rovesciati da 42mm completamente regolabile "Öhlins" TT25 / Posteriore: monoammortizzatore completamente regolabile "Öhlins" TT44 | Anteriore: forcella Ohlins a steli rovesciati da 42mm completamente regolabile "Öhlins" TT25 / Posteriore: monoammortizzatore completamente regolabile "Öhlins" TT44 |
| Freni | Anteriore: doppio disco in carbonio da 320 a 340 mm con pinza Brembo / Posteriore: disco singolo da 255 mm                                                           | Anteriore: doppio disco in carbonio da 320 a 340 mm con pinza Brembo / Posteriore: disco singolo da 255 mm                                                           | Anteriore: doppio disco in carbonio da 320 a 340 mm con pinza Brembo / Posteriore: disco singolo da 255 mm                                                           | Anteriore: doppio disco in carbonio da 320 a 340 mm con pinza Brembo / Posteriore: disco singolo da 255 mm                                                           | Anteriore: doppio disco in carbonio da 320 a 340 mm con pinza Brembo / Posteriore: disco singolo da 255 mm                                                           |
| Pneumatici                                                                                                  | Michelin su cerchi da 17,5 | Michelin su cerchi da 17,5 | Michelin su cerchi da 17,5 | Michelin su cerchi da 17,5 | Michelin su cerchi da 17,5 |
| Prestazioni dichiarate                                                                                      | | | | | |
| Velocità massima                                                                                            | oltre 360 km/h | oltre 360 km/h | oltre 360 km/h | oltre 360 km/h | oltre 360 km/h |
| Fonte dei dati:                                                                                             | | | | | |

## Successi
5 vittorie:
- 2015: 0
- 2016: 0
- 2017: 0
- 2018: 0
- 2019: 0
- 2020: 0
- 2021: 0
- 2022: 1 (Espargaró 1)
- 2023: 2 (Espargaró 2)
- 2024: 1 (Viñales 1)
- 2025: 1 (Bezzecchi 1)